# E muoviti un po'/Vigliacca notte nera
E muoviti un po'/Vigliacca notte nera è un singolo di Fiorella Mannoia, pubblicato nel maggio 1981. Venne pubblicato dalla CGD (Catalogo: CGD 10340 - Matrici: 2c 10340-1N/2c 10340-2N), prodotto da Antonio Coggio e arrangiato da Arturo Zitelli.
Con il brano E muoviti un po' la cantante partecipa al Festivalbar 1981.

## Tracce
Lato A
1. E muoviti un po' – 3:14 (testo: Oscar Avogadro – musica: Valerio Liboni e Roger Riccobono; edizioni musicali Come Il Vento, Suvini Zerboni, Calycanthus)

Lato B
1. Vigliacca notte nera – 3:40 (Marco Negri; edizioni musicali Suvini Zerboni, Calycanthus)

Durata totale: 6 min : 54 s